# David Wijnveldt
David Wijnveldt (Jember, 15 de dezembro de 1891 - 28 de março de 1962) foi um futebolista neerlandês, medalhista olímpico.
David Wijnveldt competiu nos Jogos Olímpicos de Verão de 1912 em Estocolmo. Ele ganhou a medalha de bronze.